# Kaplica św. Katarzyny w Jekaterynburgu
Kaplica św. Katarzyny Aleksandryjskiej (ros. Часовня во имя Святой великомученицы Екатерины) – prawosławna kaplica (czasownia) znajdująca się w Jekaterynburgu. Wzniesiona w 1998 na placu Pracy, w miejscu ołtarza głównego dawnego soboru św. Katarzyny (zniszczonego w 1930).

## Historia
W 1723 na miejscu dzisiejszej kaplicy rozpoczęto budowę cerkwi dedykowanej św. Katarzynie Aleksandryjskiej. W 1726 cerkiew została konsekrowana i rozpoczęły się w niej regularne nabożeństwa liturgiczne. W pierwszej połowie XVIII w. była to jedna z nielicznych prawosławnych świątyń znajdujących się na terenie Jekaterynburga. Lata zaniedbań i ciężkie warunki klimatyczne sprawiły, że wkrótce stan techniczny obiektu zaczął pozostawiać wiele do życzenia i parokrotnie musiał być on gruntownie remontowany. Ostatecznie w 1747 cerkiew spłonęła. Dziesięć lat później rozpoczęto wznoszenie na tym miejscu nowej świątyni. Budowa rozpoczęła się w 1758, a do konsekracji głównej świątyni nowego soboru św. Katarzyny doszło w 1768. W czasach Imperium Rosyjskiego był on jednym z głównych symboli architektonicznych miasta i zarazem jego największą świątynią. Sytuacja zmieniła się po przewrocie bolszewickim. W lutym 1930 sobór został zamknięty, a w dniach 5–8 kwietnia tegoż roku wysadzony w powietrze.
Pustą przestrzeń, uzyskaną poprzez zniszczenie soboru, władze sowieckie zagospodarowały jako teren rekreacyjno-spacerowy. Powstał tu plac Pracy, przy którym swe siedziby znalazły najważniejsze urzędy partyjne miasta. W 1962 po jego środku umiejscowiona została fontanna Kamienny Kwiat. Aspekt religijny tej części miasta został przywrócony dopiero po rozpadzie Związku Radzieckiego i przemianach, jakie zaszły w Federacji Rosyjskiej. 18 sierpnia 1991 na terenie zajmowanym niegdyś przez zniszczony sobór umieszczono drewniany krzyż. Stanął on w miejscu dawnego ołtarza głównego świątyni. Miało to być upamiętnienie dawnego soboru oraz stanowić znak pamięci o dawnym religijnym przeznaczeniu obecnego placu Pracy.
6 października 1997 mer Jekaterynburga, Arkadij Czerniecki, wydał zarządzenie, na mocy którego postanowiono, że drewniany krzyż stojący na placu Pracy zostanie zastąpiony prawosławną kaplicą. Z inicjatywą jej budowy wystąpiła grupa wiernych, a pomysł ten spotkał się z poparciem biskupa Nikona. Jeszcze tego samego roku teren ten pobłogosławił były ordynariusz diecezji, biskup Melchizedek. Administracja miejska zapowiedziała pełne wsparcie projektu. W 1998 władze Jekaterynburga i jego mieszkańcy obchodzili 275. rocznicę założenia miasta. Już rok wcześniej rozpoczęto wznoszenie wspomnianej kaplicy o charakterze czasowni. W 1998 kaplica została uroczyście oddana do użytku. W 2010 rozgorzał spór, gdy władze eparchii jekaterynburskiej reprezentowane przez arcybiskupa Wincentego wraz z władzami obwodu swierdłowskiego ogłosiły plany odbudowy soboru Jekatierińskiego. Pomysł ten doprowadził do wielkiego konfliktu wśród mieszkańców i elit miasta oraz do wielotysięcznej manifestacji przeciwników odbudowy. Wstępne projekty rekonstrukcji soboru zakładały włączenie istniejącej kaplicy w bryłę soboru.
11 sierpnia w kaplicy św. Katarzyny odprawiona została Boska Liturgia, m.in. w intencji odbudowy soboru. Było to pierwsze nabożeństwo eucharystyczne, jakie zostało odprawione w kaplicy, gdyż z reguły w czasowniach nie dochodzi do tego typu celebracji. Była to też pierwsza liturgia odprawiona na terenie zniszczonego soboru Jekatierińskiego.

## Charakterystyka

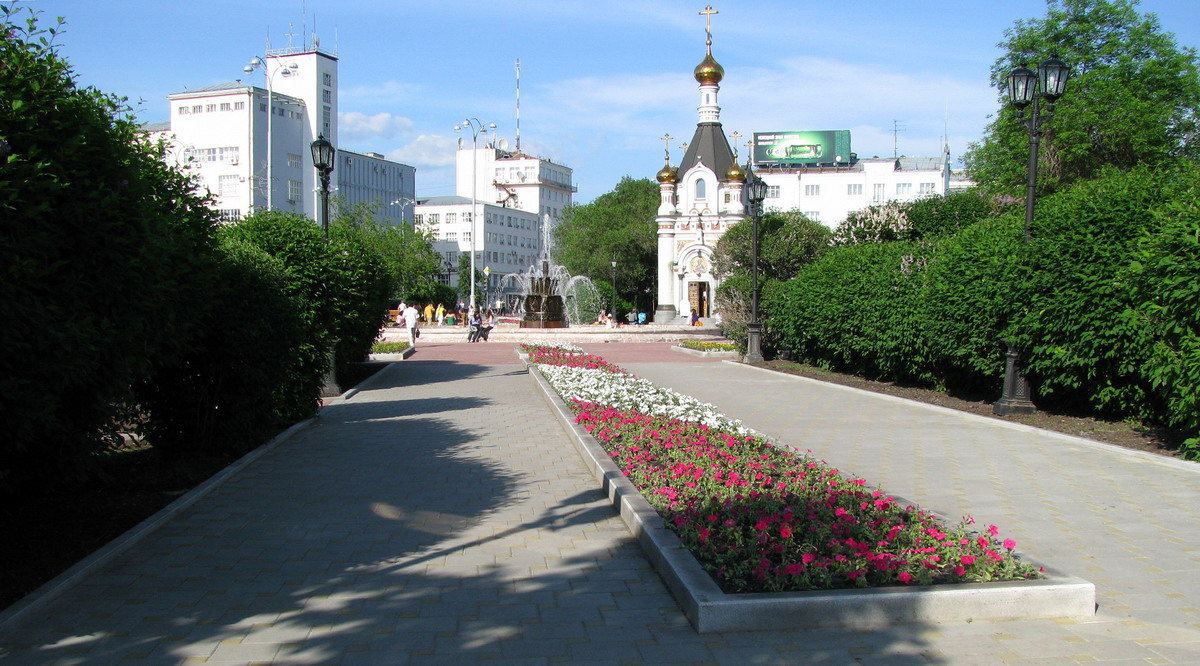
Widok na kaplicę i jej otoczenie

Kaplica św. Katarzyny w Jekaterynburgu powstała przy współpracy przedstawicieli strony kościelnej, władz miasta oraz Katedry Historii Sztuki i Restauracji Uralskiej Państwowej Akademii Architektury i Sztuki. Czasownia zbudowana została w stylu bizantyjsko-rosyjskim, dolna część budowli ma formę czworoboku, każdemu z jego narożników nadano formę kolumny. Górna, zadaszona część budynku w formie oktagonu, z czterema oknami. Cztery złote kopuły wyrastają z kolumn, piąta umieszczona na szczycie dachu. Wszystkie pięć zwieńczone prawosławnymi krzyżami, także barwy złotej. Autorem projektu architektonicznego był A. Dołgow. Kaplica została wzniesiona przy finansowym wsparciu Jekaterynburskiego Społeczno-Charytatywnego Funduszu Historii i Archeologii, a także wielu prywatnych i państwowych przedsiębiorstw działających na terenie Rosji. Kaplicę konsekrowano 7 grudnia 1998.